# Чотириелектродний метод визначення електропровідності

Чотириелектродний метод визначення електропровідності — метод, оснований на вимірюванні різниці потенціалів між двома еквіпотенціальними поверхнями зразка, які знаходяться між живильними електродами. Метод дозволяє виключити приелектродну поляризацію та виміряти дійсну провідність зразка.
Схема пристрою для вимірювання електричної провідності чотириелектродним методом наведена на рис.
У відповідності до схеми одна пара електродів А і В служить для підведення електричного струму І. Питому об'ємну електричну провідність σ можна визначити за різницею потенціалів ΔU між вимірювальними електродами.
Найбільш точні результати одержують при спеціальній підготовці зразка у вигляді паралелепіпеда (звичайно розміром 25х25х0,5 мм), куба, диска або будь-якої геометричної фігури, що має паралельні поверхні, на які накладають електроди. Для забезпечення належного контакту при температурі, близької до кімнатної, використовують графітові електроди. При підвищеній температурі (більше 300—350оС) графітові електроди непридатні, тому що графіт вигорає. У цьому випадку використовують золоті або платинові електроди, але в даному випадку поверхня зразка повинна бути старанно відшліфована.